# Burrueco
Burrueco es una localidad española del municipio de Peñascosa, perteneciente a la provincia de Albacete, en la comunidad autónoma de Castilla-La Mancha.

## Historia
Hacia mediados del siglo XIX, el lugar, por entonces perteneciente a Alcaraz, era mencionado como una aldea. Aparece descrito en el cuarto volumen del Diccionario geográfico-estadístico-histórico de España y sus posesiones de Ultramar de Pascual Madoz de la siguiente manera:

BURRUECO: ald. en la prov. de Albacete, part. jud. y térm. jurisd. de Alcaráz; es cabeza de alcaldia p. compuesta de las ald. Cañadas, Aches, Canaleja, Fuenlabrada y algunos cortijos: tiene una pequeña igl. servida por un ecl. á quien pagan los vecinos.
(Madoz, 1846, p. 670)

En la actualidad pertenece al municipio de Peñascosa. En 2022, tenía empadronados 34 habitantes.